# Hurqús ibn Zuhayr as-Sadí
Hurqús ibn Zuhayr as-Sadí (àrab: حرقوص بن زهير السعدي, Ḥurqūṣ ibn Zuhayr as-Saʿdī) (mort en 658) fou un company del profeta Muhàmmad.
Se suposa que es va convertir a l'islam el 628. Apareix esmentat per primer cop el 638, quan fou enviat amb un exèrcit contra el governador persa d'al-Ahwaz, Hormuzan o Hurmuzan, per Utba ibn Ghazwan, governador de Bàssora. Hurqús va derrotar el persa a Suq al-Ahwaz i va conquerir la ciutat, imposant la jizya. Va encapçalar els dissidents de Bàssora, Egipte i Kufa contra el califa Uthman ibn Affan, però no va tenir un paper decisiu en el setge de la casa del califa ni en la seva mort i posterior elecció d'Alí ibn Abi Tàlib. Era a Bàssora quan Àïxa, Talha i Az-Zubayr, revoltats contra Alí, es van apoderar de la ciutat, i es va posar del costat del governador Uthman ibn Hunayf, Hukaym ibn Jabala, cap de policia de la ciutat, i altres notables, per impedir la victòria dels enemics d'Ali, però aquests van aconseguir el control de Bàssora i van ordenar detenir els implicats en el setge de la casa d'Uthman, que foren massacrats; només Hurqús, que va fugir a temps, es va salvar. Va lluitar després a Siffin al costat d'Alí. Després va adoptar les doctrines kharigites. Va participar en les reunions de Kufa, va refusar encapçalar els kharigites, però va lluitar amb ells i va morir en la batalla d'al-Nahrawan l'estiu del 658.
Per haver mort lluitant amb els kharigites la seva condició de company dels profetes fou discutida pels autors àrabs.